# Brenno (vattendrag)
Brenno är ett vattendrag i Schweiz. Det ligger i den sydöstra delen av landet, 130 km sydost om huvudstaden Bern.
I omgivningarna runt Brenno växer i huvudsak blandskog. Runt Brenno är det ganska tätbefolkat, med 75 invånare per kvadratkilometer.